# The Impossible Bird
The Impossible Bird è un album in studio del cantautore britannico Nick Lowe, pubblicato nel 1994.

## Tracce
Tutte le tracce sono di Nick Lowe, eccetto dove indicato.

1. Soulful Wind - 3:01
2. The Beast in Me - 2:27
3. True Love Travels on a Gravel Road (Dallas Frazier, A.L. Owens) - 3:35
4. Trail of Tears (Roger Cook, Allen Reynolds) - 3:25
5. Shelley My Love - 3:12
6. Where's My Everything? - 2:40
7. 12-Step Program (To Quit You Babe) - 3:11
8. Lover Don't Go - 4:03
9. Drive-Thru Man - 2:42
10. Withered on the Vine - 3:22
11. I Live on a Battlefield (Paul Carrack, Lowe) - 3:23
12. 14 Days - 2:58
13. I'll Be There (Ray Price, Rusty Gabbard) - 2:13